# Galle (cràter marcià)
Galle és un cràter d'impacte del planeta Mart. Situat a l'est del gran cràter d'Argyre Planitia. Porta el nom de l'astrònom alemany Johann Gottfried Galle.

## Estructura geològica
La part sud del cràter està composta per sediments estratificats. A la mateixa zona es produeixen estries que s'originen prop de la paret interna de Galle, tal vegada a causa de la presència d'aigua líquida en el passat. L'interior del cràter ha estat erosionat i esculpit per activitat eòlica, com denota la presència de nombroses dunes i vestigis de sòl fosc, privat de la seva capa superficial de pols reflectora.

## Happy Face Crater

Un smiley.

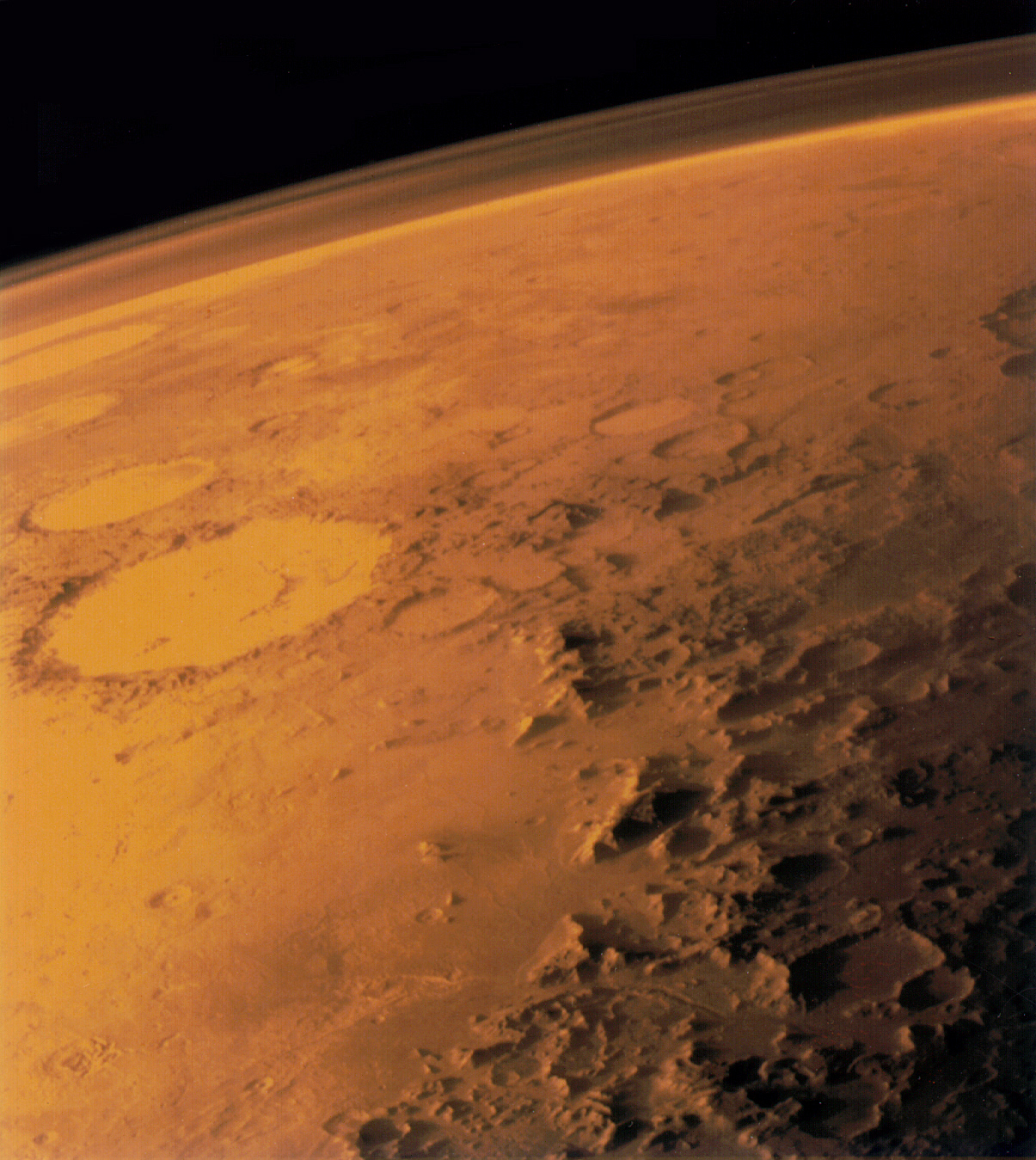

Galle és conegut en anglès com el "happy face crater" ("careta feliç") a causa de la paridòlia existent entre la silueta del relleu del cràter pel que fa a un smiley mostrant una expressió de careta feliç. El cràter està format per un rang semicircular amb dos petits cràters i mig cercle dins d'un cràter principal. Va ser fotografiat per primera vegada pel Viking Orbiter 1.
Com l'smiley és un tema visual recurrent de la novel·la gràfica Watchmen, d'Alan Moore i Dave Gibbons, el cràter va ser usat com una de les localitzacions de la història després de notar Gibbons la coincidència. Segons aquest, la similitud "era gairebé massa bona per ser veritat. Em preocupava que si ho incloíem, ningú ens creuria". El cràter real es va poder veure en l'adaptació cinematogràfica de Watchmen, realitzada en 2009.
Un segon happy face crater més petit que Galle, situat en 45.1° S, 55.0° E en la serralada coneguda com Nereidum Montes, va ser descobert per la Mars Reconnaissance Orbiter el 28 de gener de 2008.

## Cràter Galle en els Còmics
Aquest cràter ha estat pres com a inspiració en la novel·la gràfica Watchmen, d'Alan Moore (DC Comics) en la qual apareix en diverses escenes per ser el lloc on el Doctor Manhattan està assegut sobre una roca en Mart.